# 糙體深海鰩
糙體深海鰩（学名：Bathyraja trachouros），又名糙體深海鯆魮、魴仔，为軟骨魚綱鰩目單鰭鰩科深海鰩屬下的一个种，分布西北太平洋日本北部海域，棲息在深海沙泥底質海域，為底棲性魚類，卵生，雌魚會產下有角的卵囊，會成對出現，幼魚可能會跟隨大的個體，屬肉食性，生活習性不明。